# Rüdiger Lentz

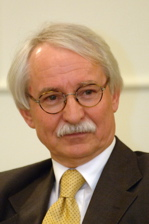
Rüdiger Lentz (2007)

Rüdiger Lentz (* 21. September 1947 in Velden) ist ein Journalist und ehemaliger Offizier. Von 2013 bis 2020 war er Direktor des Aspen Institute Deutschland in Berlin.

## Leben
Letz diente nach dem Abitur acht Jahre lang als Offizier bei der Bundeswehr. Er war u. a. Jugendoffizier und Pressesprecher an der Hochschule der Bundeswehr Hamburg. Von 1971 bis 1976 studierte er Politische Wissenschaften, Soziologie und Volkswirtschaft an der Universität Hamburg.
Danach trat er in die Redaktion des Nachrichtenmagazins Der Spiegel in Hamburg ein, wo er Militärkorrespondent wurde. Es folgten Tätigkeiten als Reisekorrespondent und Leiter des Auslandsstudios des Westdeutschen Rundfunks (WDR) sowie als sicherheitspolitischer Kommentator der Tagesthemen der ARD, für die er auch als Autor von Dokumentationen, etwa über die Sowjetarmee, in Erscheinung trat. Lentz interviewte u. a. den libyschen Diktator Muammar al-Gaddafi und den Erzbischof von Kapstadt und Primas, Desmond Tutu.
Ab 1988 war er Leiter des RIAS-TV Studios in Washington, D.C. Mit den Personalveränderungen 1990 wurde er Chefredakteur von RIAS-TV in Berlin. Nachdem der RIAS 1992 von der Deutschen Welle übernommen worden war, war er als Europa-Korrespondent in Brüssel tätig. Ende des Jahres übernahm er das neue Fernsehstudio ebendort. Danach war er elf Jahre lang Studioleiter und Senior Diplomatic Correspondent in Washington, D.C.
Von 2009 bis 2013 war er Executive Director der German-American Heritage Foundation of the USA und Gründungsdirektor des angeschlossenen German-American Heritage Museum in Washington, D.C. Lentz war Visiting Lecturer an der Harvard University und an der School of Foreign Service der Georgetown University in Washington, D.C. sowie regelmäßiger Gast bei CNN und C-SPAN. Von September 2013 bis 2020 war er Direktor der Denkfabrik Aspen Institute Deutschland in Berlin. Im Januar 2021 übergab er die Leitung an seine Nachfolgerin Stormy-Annika Mildner. Seit dem 1. Dezember 2021 ist er Senior Advisor einer Beraterfirma.
Er ist langjähriges Mitglied der Berliner Atlantik-Brücke und Gründungsmitglied des German-American Business Council in Washington, D.C. sowie ehemaliger Präsident der Atlantic-Initiative U.S. Er wurde ferner Partner der Berliner Public Affairs Agentur Bohnen, Kallmorgen & Partners und gehört dem Board of Advisors des Münchner Beratungsunternehmens OneBridgehouse an.
2014 erhielt er die Lucius D. Clay Medaille des Verbandes der Deutsch-Amerikanischen Clubs.

## Schriften (Auswahl)
- Vom Kadetten zum General. Das Militär in der Karikatur (= Die bibliophilen Taschenbücher. 176). Harenberg, Dortmund 1980, ISBN 3-88379-176-8.